# Fenobukarb
Fenobukarb (systematický název 2-(butan-2-yl)fenyl N-methylkarbamát) je karbamátový insekticid. Jedná se o světle žlutou nebo světle červenou kapalinu nerozpustnou ve vodě. Pro člověka je mírně toxický.

## Použití
Fenobukarb se používá jako zemědělský insekticid na rýži a bavlníku.

## Smrtelná dávka
Smrtelná dávka (LD50) pro myší samce je 340 mg/kg a u krysích samců činí 410 mg/kg.